# Заречье (Надворнянский район)
Заре́чье (укр. Заріччя) — село в Делятинской поселковой общине Надворнянского района Ивано-Франковской области Украины.
Население по переписи 2001 года составляло 3997 человек. Занимает площадь 28.112 км². Почтовый индекс — 78445. Телефонный код — 03475.

## История
Упоминается 4 марта 1463 в книгах галицкого суда. Позже упоминается в исторических источниках второй половины XVIII столетия.
17 августа 2017 года Заречье вместе с Делятином и селами Черные Ославы и Черный Поток образовали Делятинскую поселковую общину.
21 января 2022 в Заречье открыли спортивный объект при участии председателя Ивано-Франковской ОГА Светланы Онищук, председателя Ивано-Франковского областного совета Александра Сыча, народного депутата Украины Василия Вирастюка, представителей общины и духовенства.